# Celestial
Celestial is een nummer van de Britse singer-songwriter Ed Sheeran. Het is gemaakt in samenwerking met The Pokémon Company en verschijnt in de aftiteling van de rollenspellen Pokémon Scarlet en Violet. Op 29 september 2022 werd het uitgebracht als single.

## Achtergrond
Het nummer is geschreven door Sheeran, Steve Mac en Johnny McDaid en geproduceerd door Sheeran en Mac. Het is niet de eerste keer dat Sheeran, die heeft gezegd een Pokémonfan te zijn, samenwerkte met The Pokémon Company. Zo bevatte het spel Pokémon GO tussen 22 en 30 november 2021 een optreden van Sheeran en verwelkomde hij in 2022 de deelnemers van het wereldkampioenschap Pokémon met een videoboodschap. Op 22 september 2022 schreef Sheeran op zijn Instagrampagina: "Ik heb de medewerkers van Pokémon ontmoet toen ik in Japan was, en ik zei voor de grap dat ik een liedje voor ze zou schrijven." Deze grap leidde uiteindelijk tot een samenwerking.
Het nummer werd wereldwijd een hit. Het bereikte de zesde plaats in de Britse UK Singles Chart, alhoewel in de Verenigde Staten de Billboard Hot 100 niet gehaald werd en het bleef steken op de zesde plaats in de Bubbling Under-lijst. Het werd een nummer 1-hit in Slowakije en kwam ook in Kroatië, Letland, Libanon, Nieuw-Zeeland en Tsjechië in de top 10 terecht. In Nederland piekte de single op de zevende plaats in de Top 40 en op plaats 36 in de Single Top 100, terwijl in Vlaanderen ook de zevende positie in de Ultratop 50 werd gehaald.
Op 29 september 2022 verscheen de videoclip van Celestial, geregisseerd door Yuichi Kodama, waarin Sheeran met getekende Pokémonfiguren te zien is. Volgens artdirector Yu Nagaba zijn de figuren gebaseerd op de manier waarop Sheeran deze als kind zelf tekende.

## Hitnoteringen

### Nederlandse Top 40
| Hitnotering: 08-10-2022 t/m 08-04-2023 | Hitnotering: 08-10-2022 t/m 08-04-2023 | Hitnotering: 08-10-2022 t/m 08-04-2023 | Hitnotering: 08-10-2022 t/m 08-04-2023 | Hitnotering: 08-10-2022 t/m 08-04-2023 | Hitnotering: 08-10-2022 t/m 08-04-2023 | Hitnotering: 08-10-2022 t/m 08-04-2023 | Hitnotering: 08-10-2022 t/m 08-04-2023 | Hitnotering: 08-10-2022 t/m 08-04-2023 | Hitnotering: 08-10-2022 t/m 08-04-2023 | Hitnotering: 08-10-2022 t/m 08-04-2023 | Hitnotering: 08-10-2022 t/m 08-04-2023 | Hitnotering: 08-10-2022 t/m 08-04-2023 | Hitnotering: 08-10-2022 t/m 08-04-2023 | Hitnotering: 08-10-2022 t/m 08-04-2023 |
| Week                                   | 1                                      | 2                                      | 3                                      | 4                                      | 5                                      | 6                                      | 7                                      | 8                                      | 9                                      | 10                                     | 11                                     | 12                                     | 13                                     | 14                                     |
| -------------------------------------- | -------------------------------------- | -------------------------------------- | -------------------------------------- | -------------------------------------- | -------------------------------------- | -------------------------------------- | -------------------------------------- | -------------------------------------- | -------------------------------------- | -------------------------------------- | -------------------------------------- | -------------------------------------- | -------------------------------------- | -------------------------------------- |
| Nummer                                 | 25                                     | 21                                     | 18                                     | 15                                     | 14                                     | 9                                      | 8                                      | 7                                      | 10                                     | 13                                     | 10                                     | 8                                      | 10                                     | 11                                     |
| Week                                   | 15                                     | 16                                     | 17                                     | 18                                     | 19                                     | 20                                     | 21                                     | 22                                     | 23                                     | 24                                     | 25                                     | 26                                     | 27                                     |                                        |
| Nummer                                 | 11                                     | 11                                     | 11                                     | 13                                     | 10                                     | 8                                      | 8                                      | 9                                      | 12                                     | 14                                     | 20                                     | 33                                     | 39                                     | uit                                    |

### Single Top 100
| Hitnotering: 08-10-2022 t/m 15-04-2023 | Hitnotering: 08-10-2022 t/m 15-04-2023 | Hitnotering: 08-10-2022 t/m 15-04-2023 | Hitnotering: 08-10-2022 t/m 15-04-2023 | Hitnotering: 08-10-2022 t/m 15-04-2023 | Hitnotering: 08-10-2022 t/m 15-04-2023 | Hitnotering: 08-10-2022 t/m 15-04-2023 | Hitnotering: 08-10-2022 t/m 15-04-2023 | Hitnotering: 08-10-2022 t/m 15-04-2023 | Hitnotering: 08-10-2022 t/m 15-04-2023 | Hitnotering: 08-10-2022 t/m 15-04-2023 | Hitnotering: 08-10-2022 t/m 15-04-2023 | Hitnotering: 08-10-2022 t/m 15-04-2023 | Hitnotering: 08-10-2022 t/m 15-04-2023 | Hitnotering: 08-10-2022 t/m 15-04-2023 | Hitnotering: 08-10-2022 t/m 15-04-2023 |
| Week                                   | 1                                      | 2                                      | 3                                      | 4                                      | 5                                      | 6                                      | 7                                      | 8                                      | 9                                      | 10                                     | 11                                     | 12                                     | 13                                     | 14                                     | 15                                     |
| -------------------------------------- | -------------------------------------- | -------------------------------------- | -------------------------------------- | -------------------------------------- | -------------------------------------- | -------------------------------------- | -------------------------------------- | -------------------------------------- | -------------------------------------- | -------------------------------------- | -------------------------------------- | -------------------------------------- | -------------------------------------- | -------------------------------------- | -------------------------------------- |
| Nummer                                 | 63                                     | 47                                     | 45                                     | 44                                     | 43                                     | 43                                     | 36                                     | 39                                     | 37                                     | 64                                     | 78                                     | 81                                     | 100                                    | 40                                     | 37                                     |
| Week                                   | 16                                     | 17                                     | 18                                     | 19                                     | 20                                     | 21                                     | 22                                     | 23                                     | 24                                     | 25                                     | 26                                     | 27                                     | 28                                     |                                        |                                        |
| Nummer                                 | 44                                     | 46                                     | 45                                     | 48                                     | 52                                     | 51                                     | 49                                     | 47                                     | 48                                     | 49                                     | 60                                     | 76                                     | 81                                     | uit                                    |                                        |

### NPO Radio 2 Top 2000
Celestial stond alleen in 2023 in de NPO Radio 2 Top 2000, op plek 1950.